# ピーター・リード
ピーター・リード（Peter Reid、1956年6月20日 - ）は、イングランド・マージーサイド・フイトン出身の元サッカー選手、現サッカー指導者。現役時代のポジションは守備的ミッドフィールダー。
選手としては守備的ミッドフィールダーとして一時代を築いた。1974年にボルトン・ワンダラーズFCからデビュー。1982年にはエヴァートンFCに移籍し、選手生活で最も輝かしい期間を過ごした。国内外でいくつものタイトルを獲得し、1985年にはPFA年間最優秀選手賞を受賞した。この年には初めてイングランド代表に招集され、1986 FIFAワールドカップとUEFA欧州選手権1988に出場した。イングランド代表では通算13試合に出場している。1989年には短期間だがクイーンズ・パーク・レンジャーズに在籍し、同年末にはマンチェスター・シティFCに移籍し、選手兼任監督として2度の5位に導いた。マンチェスター・C退団後には選手復帰を説得され、短期間だがサウサンプトンFC、ノッツ・カウンティFC、バリーFCでプレーした。
1995年には完全に選手経歴を退き、サンダーランドAFCの監督に就任。2度のプレミアリーグ（1部）昇格を果たし、プレミアリーグでは2度7位となった。2002年にはサンダーランド監督を退任し、リーズ・ユナイテッドAFCをフットボールリーグ・チャンピオンシップ（2部相当）降格から救った。2004年にコヴェントリー・シティFC監督に就任したが、在任期間は1年に満たなかった。2008年から2009年にはタイ代表監督を務め、2009-10シーズンにはストーク・シティFCでアシスタントコーチを務めた。2010-2011シーズンにはプリマス・アーガイルFCの監督を務めた。

## 経歴

### 選手時代

#### クラブ
1974年、セカンドディヴィジョン（2部）のボルトン・ワンダラーズFCとプロ契約を交わした。1977-78シーズンにはセカンドディヴィジョンで優勝して初タイトルを獲得し、ファーストディヴィジョン（1部）昇格を果たした。リード自身は当時のイングランドで最高の中盤のタレントという名声を得たが、ボルトンは1979-80シーズン終了後にセカンドディヴィジョン降格となった。
1982年、ファーストディヴィジョンのエヴァートンFCに移籍した。度重なる負傷の影響で移籍金は6万ポンドに抑えられ、わずか12ヶ月前には史上最高額の移籍金が取り沙汰されていたことを考えれば安価だった。1983-84シーズンにはFAカップ、1984-85シーズンにはファーストディヴィジョンとUEFAカップウィナーズカップ、1986-87シーズンにはファーストディヴィジョンで優勝し、FAチャリティ・シールドでは計4回優勝した。1984-85シーズンにはPFA年間最優秀選手賞に選出され、1985年のワールドサッカー誌選定世界最優秀選手賞では、ミシェル・プラティニ（ユヴェントスFC）、プレーベン・エルケーア・ラルセン（エラス・ヴェローナ）、ディエゴ・マラドーナ（SSCナポリ）に次ぐ第4位にランクインした。1986-87シーズンのFAカップでは決勝に進出したが、マンチェスター・ユナイテッドFCに敗れて準優勝に終わった。この試合でリードに無鉄砲なタックルを仕掛けたケヴィン・モーランは、FAカップ決勝史上初の退場処分を受けている。エヴァートンでは167試合に出場（うち8試合は途中出場）し、2006年にはエヴァートン・ジャイアント（エヴァートンにおける殿堂入り選手/監督）に選出されている。1989年にはフリートランスファーでクイーンズ・パーク・レンジャーズFCに移籍したが、1シーズンプレーしただけで退団した。

#### 代表
イングランド代表としては13試合に出場している。1985年に代表デビューし、1986年にはメキシコで開催された1986 FIFAワールドカップに出場した。イングランドはグループリーグを2位で通過し、リードは準々決勝のアルゼンチン代表戦にも先発出場したが、この試合の後半にはディエゴ・マラドーナが「神の手」ゴールと「5人抜き」ゴール（ゴール・オブ・ザ・センチュリー）を決め、リード自身はマラドーナに2番目に抜かれた選手となった。イングランドはゲーリー・リネカーが1点を返したものの、1-2で敗れて大会からの敗退が決まった。1988年にはUEFA欧州選手権1988に出場した。ソビエト連邦代表、オランダ代表、アイルランド共和国代表と同組となり、

### 選手兼任指導者時代

#### マンチェスター・シティ
1990年11月7日、エヴァートンFCに旅立ったハワード・ケンドール監督の後任として、マンチェスター・シティFCの暫定監督に就任。11月15日には選手兼任監督（プレーイング・マネージャー）として正式な監督に就任した。1990-91シーズンのマンチェスター・Cは5位となり、ライバルのマンチェスター・ユナイテッドFC（6位）の上に立った。1991-92シーズンも再び5位につけた。1991年夏にはキース・カールを、1992年夏にはテリー・フェランをそれぞれ250万ポンドで獲得し、ともにチームの主力に育て上げている。コリン・ヘンドリーを売却してマイケル・ヴォンクを獲得し、1991年12月にはクライヴ・アレンも放出した。1992年にはプレミアリーグ（1部）が創設されたが、初年度の1992-93シーズンはますます過去の遺物になりかけたロングボール戦術が機能せず、9位に順位を落とした。1993-94シーズンは序盤から低迷し、1993年8月26日に解任された。

#### サウサンプトン
1993年10月、イアン・ブランフット監督に説得され、専任の選手としてサウサンプトンFCに移籍した。しかし、クラブは危機の真っただ中にあり、セインツ（サウサンプトンの愛称）のファンは開幕9戦で8敗を喫したブランフットの解任を叫んだ。8試合にしか出場していないが、リードは重要な貢献を果たし、チームに狡猾さや安定性をもたらした。10月24日のニューカッスル・ユナイテッドFC戦ではマット・ル・ティシエの2得点で勝利するなど、クラブをいくつかの重要な勝利に導いた。セインツでの最終戦は1993年12月28日のチェルシーFC戦であり、3-1で勝利を飾った。この数日後、ノリッジ・シティFCにホームで敗れるとブランフットが解任され、リードは監督就任を強く要請された。その後はノッツ・カウンティFCやバリーFCで短期間プレーし、現役引退を発表した。

### 専任指導者時代

#### サンダーランド
1995年3月、ファーストディヴィジョン残留を争っていたサンダーランドAFCの監督に就任した。1994-95シーズンは20位で残留を果たすと、1995-96シーズンは勝ち点83を獲得して優勝し、プレミアリーグ昇格を決めた。1996年、「シンプリー・レッド&ホワイト」というサンダーランドのサポーターグループは、モンキーズの「デイドリーム・ビリーバー」の替え歌として「チアー・アップ・ピーター・リード」という曲を制作して人気を博した。1996-97シーズンは勝ち点3差に7クラブがひしめき合う熾烈な残留争いとなったが、最終節のウィンブルドンFC戦に敗れ、18位でファーストディヴィジョン降格となった。1997-98シーズンはスタジアム・オブ・ライト移転初年度だったが、2位のミドルズブラFCと勝ち点1差の3位で自動昇格を逃し、ウェンブリーで行なわれた昇格プレーオフ決勝ではチャールトン・アスレティックFCと4-4で引き分けた。勝負の行方はPK戦に持ち込まれたが、7-6で敗れて昇格を逃した。1998-99シーズンのサンダーランドは昇格プレーオフ敗退から立ち直り、リーグ記録の勝ち点105を獲得してファーストディヴィジョン優勝とプレミアリーグ昇格を決めた。1999-2000シーズンのサンダーランドは欧州カップ戦出場権を争い、7位で惜しくも出場権を逃した。このシーズンのサンダーランドは、プレミアリーグ昇格初年度としてはもっとも良い順位を記録したクラブのひとつである。ストライカーのケヴィン・フィリップスは30得点を挙げてリーグ得点王となり、ヨーロッパ・ゴールデンシューも獲得した。このシーズン中には短期間ながらU-21イングランド代表監督も兼任した。2000-01シーズンのリーグ戦では一時期2位に付け、UEFAチャンピオンズリーグ出場権を争ったが、シーズン終盤戦に調子を落として7位に終わった。2001-02シーズンには38試合で28得点（リーグ最下位）しか挙げられず、17位でかろうじて降格を回避した。クラブ史上最高額の675万ポンドをレンジャーズFCに支払い、ノルウェー人ストライカーのトーレ・アンドレ・フローを獲得したが、フローは活躍できずに終わった。2002年10月、約8年間指揮したサンダーランドの監督の座を離れた。リード退任後、2002-03シーズンのサンダーランドは勝ち点19（当時のリーグ最低記録）しか獲得できず、最下位でチャンピオンシップ降格となっている。

#### リーズとコヴェントリー
しばらくの間仕事から離れていたが、2003年3月、テリー・ベナブルズ監督が辞任したリーズ・ユナイテッドAFCの暫定監督に就任した。リーズは過去5シーズンの移籍市場で1億ポンドもの大金を投じたが、ひとつのトロフィーも獲得できず、8000万ポンドの負債を抱えていた。アウェーでのチャールトン戦で6-1と快勝するなど、リードのリーズは低迷からの脱却を予感させ、アウェーでのアーセナルFC戦には3-2で勝利し、アーセナルを優勝争いから引きずり下ろした。リーズは順位を維持し、リードは暫定監督から正式な監督に昇格した。リーズの財政状況は依然として厳しく、ハリー・キューウェルなど主力選手の放出を余儀なくされたが、代役は国外から獲得した安価な選手であり、彼らはチームに溶け込めずに終わった。2003年11月には昇格組のポーツマスFCに1-6と大敗し、リードは解任された。リーズは2003-04シーズン終了後にチャンピオンシップ降格となり、リードが獲得した選手の多くがチームを離れた。2004年、リードの下でアシスタントコーチを務めたケヴィン・ブラックウェルが監督に就任した。
2004年5月、プレミアリーグ昇格を狙うファーストディヴィジョンのコヴェントリー・シティFC監督に就任した。しかし、ハイフィールド・ロードでの采配期間は8カ月に終わり、20位と低迷していた2005年1月6日に退任した。2006年後半には、新しくサンダーランドのチェアマンに就任したナイアル・クインの下でフットボールディレクター(FD)に就任するのではないかという噂が流れた。クインはマンチェスター・Cとサンダーランドでリードの指導を受けていた。

#### タイ代表
2006 FIFAワールドカップの際にはBBCで解説者を務め、またSky SportsやESPNでも働いた。4年近く指導者の仕事から離れていたが、2008年9月、年初から噂されていたタイ代表の監督に就任。2014 FIFAワールドカップ・アジア予選での指揮を念頭に置いて4年契約を結んだ。タイのサッカーについて多くを知っていないことを認め、代表選手を名前ではなく背番号で呼んだ。リードは「選手の能力に驚いており、プレミアリーグでは学べなかったことを学んでいるところだ。この仕事は良い経験だ。ここには私の好きな純粋なフットボールがある」と述べた。初仕事はベトナムで開催されたVFFカップ（2008年のみはT&T Cupという名称）であり、ホスト国のベトナム、北朝鮮、タイの3ヶ国が総当たり方式で対戦した。タイは初戦で北朝鮮を破り、次戦でベトナムに引き分けて優勝を飾った。2009年9月9日、タイサッカー協会 (FAT) はリードがタイ代表監督の職を離れることを発表した。わずか1年指揮を執っただけであり、契約は双方合意の上で解除された。

#### ストークとプリマス
2009年9月10日にタイ代表の職を離れ、ストーク・シティFCと契約を結んでトニー・ピューリス監督のアシスタントコーチを務めた。2009-10シーズンは11位でシーズンを終えた。2010年6月24日、フットボールリーグ・チャンピオンシップ（2部相当）からリーグ1（3部相当）に降格したプリマス・アーガイルFCの第34代監督に就任した。2010-11シーズンは23位でリーグ2（4部相当）に降格した。2011年9月18日、クラブを離れることが発表された。

#### コルカタ・カメリアンズ
2012年のシーズン開幕前に行なわれた監督オークションで12万8000ポンドの値が付けられ、インドのベンガル・プレミアリーグ・サッカー、コルカタ・カメリアンズの監督に就任。このリーグは2012年に始まったユニークなサッカーリーグであり、監督や選手の一部をオークションで選ぶ形式が採用された。監督としてはフェルナンド・コウトやジョン・バーンズ、選手としてはエルナン・クレスポ、ファビオ・カンナヴァーロ、ロビー・ファウラー、ロベール・ピレス、ジェイジェイ・オコチャ、フアン・パブロ・ソリンなどが参加した。

#### ムンバイ・シティFC
2014年9月4日、ムンバイ・シティFCの監督に就任した。

## タイトル

### 選手時代
ボルトン・ワンダラーズFC
- セカンドディヴィジョン 優勝 : 1977-78

 エヴァートンFC
- FAカップ優勝 : 1983-84
- ファーストディヴィジョン優勝 : 1984-85, 1986-87
- FAチャリティ・シールド優勝 : 1984, 1985, 1986, 1987
- UEFAカップウィナーズカップ優勝 : 1984-85

### 指導者時代
サンダーランドAFC
- ファーストディヴィジョン優勝 : 1995–1996, 1998-1999

 タイ代表
- VFFカップ優勝 : 2008

### 個人タイトル
- PFA年間最優秀選手賞 : 1984-1985
- LMA年間最優秀監督賞 : 1996
- ファーストディヴィジョン月間最優秀監督賞 : 1997.12, 1999.3
- プレミアリーグ月間最優秀監督 : 2回(1999年10月, 2000年12月)
- LMA月間最優秀監督賞 : 2000.12
- エヴァートンFC歴代ベストイレブン : 2003
- エヴァートン・ジャイアント : 2006

## 個人成績

### 選手としての出場記録
| クラブ成績   | クラブ成績             | クラブ成績               | リーグ | リーグ                             | カップ   | カップ   | リーグ杯 | リーグ杯 | 国際大会   | 国際大会   | 通算 | 通算 |
| シーズン     | クラブ                 | リーグ                   | 出場   | 得点                               | 出場     | 得点     | 出場     | 得点     | 出場       | 得点       | 出場 | 得点 |
| イングランド | イングランド           | イングランド             | リーグ | リーグ                             | FAカップ | FAカップ | FLカップ | FLカップ | ヨーロッパ | ヨーロッパ | 通算 | 通算 |
| ------------ | ---------------------- | ------------------------ | ------ | ---------------------------------- | -------- | -------- | -------- | -------- | ---------- | ---------- | ---- | ---- |
| 1974-75      | ボルトン               | セカンドディヴィジョン   | 27     | 0                                  |          |          |          |          |            |            |      |      |
| 1975-76      | ボルトン               | セカンドディヴィジョン   | 42     | 2                                  |          |          |          |          |            |            |      |      |
| 1976-77      | ボルトン               | セカンドディヴィジョン   | 42     | 5                                  |          |          |          |          |            |            |      |      |
| 1977-78      | ボルトン               | セカンドディヴィジョン   | 38     | 9                                  |          |          |          |          |            |            |      |      |
| 1978-79      | ボルトン               | ファーストディヴィジョン | 14     | 0                                  |          |          |          |          |            |            |      |      |
| 1979-80      | ボルトン               | ファーストディヴィジョン | 17     | 3                                  |          |          |          |          |            |            |      |      |
| 1980-81      | ボルトン               | セカンドディヴィジョン   | 18     | 2                                  |          |          |          |          |            |            |      |      |
| 1981-82      | ボルトン               | セカンドディヴィジョン   | 12     | 1                                  |          |          |          |          |            |            |      |      |
| 1982-83      | ボルトン               | セカンドディヴィジョン   | 15     | 1                                  |          |          |          |          |            |            |      |      |
| 1982-83      | エヴァートン           | ファーストディヴィジョン | 7      | 0                                  |          |          |          |          |            |            |      |      |
| 1983-84      | エヴァートン           | ファーストディヴィジョン | 35     | 2                                  |          |          |          |          |            |            |      |      |
| 1984-85      | エヴァートン           | ファーストディヴィジョン | 36     | 2                                  |          |          |          |          |            |            |      |      |
| 1985-86      | エヴァートン           | ファーストディヴィジョン | 15     | 1                                  |          |          |          |          |            |            |      |      |
| 1986-87      | エヴァートン           | ファーストディヴィジョン | 16     | 1                                  |          |          |          |          |            |            |      |      |
| 1987-88      | エヴァートン           | ファーストディヴィジョン | 32     | 1                                  |          |          |          |          |            |            |      |      |
| 1988-89      | エヴァートン           | ファーストディヴィジョン | 18     | 1                                  |          |          |          |          |            |            |      |      |
| 1988-89      | QPR                    | ファーストディヴィジョン | 14     | 1                                  |          |          |          |          |            |            |      |      |
| 1989-90      | QPR                    | ファーストディヴィジョン | 15     | 0                                  |          |          |          |          |            |            |      |      |
| 1989-90      | マンチェスター・シティ | ファーストディヴィジョン | 18     | 1                                  |          |          |          |          |            |            |      |      |
| 1990-91      | マンチェスター・シティ | ファーストディヴィジョン | 30     | 0                                  |          |          |          |          |            |            |      |      |
| 1991-92      | マンチェスター・シティ | ファーストディヴィジョン | 31     | 0                                  |          |          |          |          |            |            |      |      |
| 1992-93      | マンチェスター・シティ | プレミアリーグ           | 20     | 0                                  |          |          |          |          |            |            |      |      |
| 1993-94      | マンチェスター・シティ | プレミアリーグ           | 4      | 0                                  |          |          |          |          |            |            |      |      |
| 1993-94      | サウサンプトン         | プレミアリーグ           | 7      | 0                                  |          |          |          |          |            |            |      |      |
| 1993-94      | ノッツ・カウンティ     | ファーストディヴィジョン | 5      | 0                                  |          |          |          |          |            |            |      |      |
| 1994-95      | バリー                 | サードディヴィジョン     | 1      | 0                                  |          |          |          |          |            |            |      |      |
| 通算         | イングランド           | イングランド             | 529    | 33\|\|\|\|\|\|\|\|\|\|\|\|\|\|\|\| |          |          |          |          |            |            |      |      |
| 総通算       | 総通算                 | 総通算                   | 529    | 33\|\|\|\|\|\|\|\|\|\|\|\|\|\|\|\| |          |          |          |          |            |            |      |      |

### 指導者としての成績
2011年9月18日時点
| チーム                 | 就任           | 退任           | 記録 | 記録 | 記録 | 記録 | 記録   |
| チーム                 | 就任           | 退任           | 試合 | 勝利 | 引分 | 敗北 | 勝率   |
| ---------------------- | -------------- | -------------- | ---- | ---- | ---- | ---- | ------ |
| マンチェスター・シティ | 1990年11月15日 | 1993年8月26日  | 131  | 56   | 31   | 44   | 042.75 |
| サンダーランド         | 1995年3月29日  | 2002年10月7日  | 353  | 159  | 95   | 99   | 045.04 |
| U-21イングランド代表   | 1999年6月      | 1999年6月      | 1    | 1    | 0    | 0    | 100.00 |
| リーズ                 | 2003年3月21日  | 2003年11月10日 | 22   | 6    | 4    | 12   | 027.27 |
| コヴェントリー         | 2004年6月5日   | 2005年1月6日   | 31   | 10   | 8    | 13   | 032.26 |
| タイ代表               | 2008年9月2日   | 2009年9月9日   | 17   | 9    | 4    | 4    | 052.94 |
| プリマス               | 2010年6月24日  | 2011年9月18日  | 61   | 16   | 9    | 36   | 026.23 |
| 通算                   | 通算           | 通算           | 616  | 257  | 151  | 208  | 041.72 |